# November 2024
Dit artikel geeft een chronologisch overzicht van de belangrijkste gebeurtenissen per dag in de maand november van het jaar 2024.

## Gebeurtenissen

### 1 november
- Het zuidoosten van Spanje en met name Valencia zijn de afgelopen dagen getroffen door zware overstromingen. Er zijn meer dan 200 doden en veel steden zijn afgesloten geraakt van de buitenwereld.

### 2 november
- In de Verenigde Staten worden presidentsverkiezingen gehouden.

### 3 november
- Donald Trump wordt bij de verkiezingen verkozen tot de 47e president van de Verenigde Staten.

### 7 november
- Er vindt een grootschalige jacht op Israëliërs (media spreken over een pogrom) plaats in Amsterdam na een voetbalwedstrijd van Ajax tegen Maccabi Tel Aviv FC. Er vallen diverse gewonden.[1]

### 12 november
- Shell wint een rechtszaak die was aangespannen door Milieudefensie. Het Gerechtshof in Den Haag vernietigde een uitspraak uit 2021 waarin Shell nog werd verplicht zijn eigen uitstoot en die van zijn klanten met 45 procent te verlagen voor 2030.

## Overleden
← · januari · februari · maart · april · mei · juni · juli · augustus · september · oktober · november · december ·  →